# E005
|  | No s'ha de confondre amb E05. |

La ruta europea E005 és una carretera que forma part de la Xarxa de carreteres europees. Comença a Guza (Uzbekistan) i finalitza a Samarcanda (Uzbekistan). Té una longitud de 54 km. Té una orientació de nord a sud.